# مورغان ميتشيل
مورغان ميتشيل (بالإنجليزية: Morgan Mitchell) هي منافسة ألعاب القوى أسترالية، ولدت في 3 أكتوبر 1994 في Carlton, Victoria ‏ في أستراليا.

## وصلات خارجية
- مورغان ميتشيل على موقع IMDb (الإنجليزية)

- مورغان ميتشيل على موقع الاتحاد الدولي لألعاب القوى (الإنجليزية)
- مورغان ميتشيل على موقع النتائج التاريخية لألعاب القوى الأسترالية (الإنجليزية)
- مورغان ميتشيل على موقع الدوري الماسي (الإنجليزية)
- مورغان ميتشيل على موقع اللجنة الأولمبية الدولية (الإنجليزية)
- مورغان ميتشيل على موقع أوليمبيديا (الإنجليزية)
- مورغان ميتشيل على موقع اللجنة الأولمبية الأسترالية (الإنجليزية)
- مورغان ميتشيل على موقع اتحاد ألعاب الكومنولث (مؤرشف) (الإنجليزية)